# جيوفري كورني
جيوفري كورني هو كاتب كندي، ولد في 6 أغسطس 1914 في وينيبيغ في كندا، وتوفي في 10 فبراير 2012 في أميرست في الولايات المتحدة.